# 富山地方鉄道14790形電車
富山地方鉄道14790形電車（とやまちほうてつどう14790がたでんしゃ）は、かつて富山地方鉄道に在籍した電車の一形式である。

## 概要
1955年10月に富山地方鉄道初のカルダン駆動電車として、日本車輌製造東京支店で制御電動車であるモハ14771および制御車であるクハ171（いずれも初代）の計2両が製造された。後年、後述の事情により14790形と改称・改番された。
電動車の形式名は、定格出力110kW(≒147馬力)の主電動機を搭載することによるもので、主電動機1基あたりの馬力値を形式番号の百の位以上に付番する富山地方鉄道独特の命名規則に従っている。
本形式は以後の同社において1960年代まで増備された、一連の自社発注カルダン車群のプロトタイプともなった。のみならず、日本の地方私鉄としては極めて早期のカルダン駆動車導入例であり、日本の1067mm鉄道路線における実用的な高出力カルダン車の先駆としても特筆に値するものである。

## 製造に至る経緯
富山地方鉄道（富山地鉄）は富山県内各私鉄等の戦時統合で1943年に成立した企業であるが、その鉄道路線網の大部分は、富山市から宇奈月温泉に至る「本線」を中核として富山県東部に広がる直流1500V電化区間で占められている。
戦後復興が進展し、宇奈月や立山への観光開発が興隆しつつあった1950年代前半時点でも、本線系統では旧・富山電気鉄道をはじめとする合併各社出自の種々雑多な戦前製低出力車が主力として混用されている状況にあった。見るべき性能の車両としては、1948年製の運輸省規格形電車（A'形）である14750形が最新型としてわずかに存在するのみであった。
富山地方鉄道成立に至るまでに大きな役割を果たし、当時同社の会長の地位にあった佐伯宗義(1894-1981)は、このような状況下でも「裏日本は表日本に卑下するのではなく、表日本と同一か、それ以上の設備をするべきだ」という持論を持っていたとされ、その意向を受けて担当各部門では最新の電鉄技術の研究が進められていた。
こうして、世相の安定に伴う立山の観光開発と連動する形で画期的な新型車の製造が1955年春に決定された。
従来、富山地方鉄道では富山電気鉄道時代からの取引もあり、車体や台車は日本車輌製造、電装品は東洋電機製造に発注されていたが、本形式の計画中には変電所設備でやはり富山電気鉄道時代より取引のあった三菱電機も電装品受注に向けて強力に営業活動を展開し、東洋電機製造との間で熾烈な受注競争が繰り広げられたという。
だが、1955年の時点では三菱電機は未だに1067mm軌間の鉄道で実用可能な出力が得られるWN駆動方式に対応する電動機、およびその継手を完成していなかった。このため、主電動機とその駆動システム、それに制御器については当時既に南海11001形において、狭軌での75kW級電動機による中空軸平行カルダン駆動方式を実用化していた東洋電機製造に軍配が上がった。もっとも、ブレーキについてはウェスティングハウス・エアブレーキ社(WABCO)との長い技術提携の歴史を持ち、また営団300形電車などで最新の電空同期ブレーキシステムの実績を残しつつあった三菱電機の電空併用自動空気ブレーキシステムが採用された。
このように最新の機器を搭載し、また車体の徹底的な軽量化を実施した本形式は、最高速度100km/hで電鉄富山 - 宇奈月温泉間を50分で走破可能とする、画期的な高性能車として完成した。

## 車体

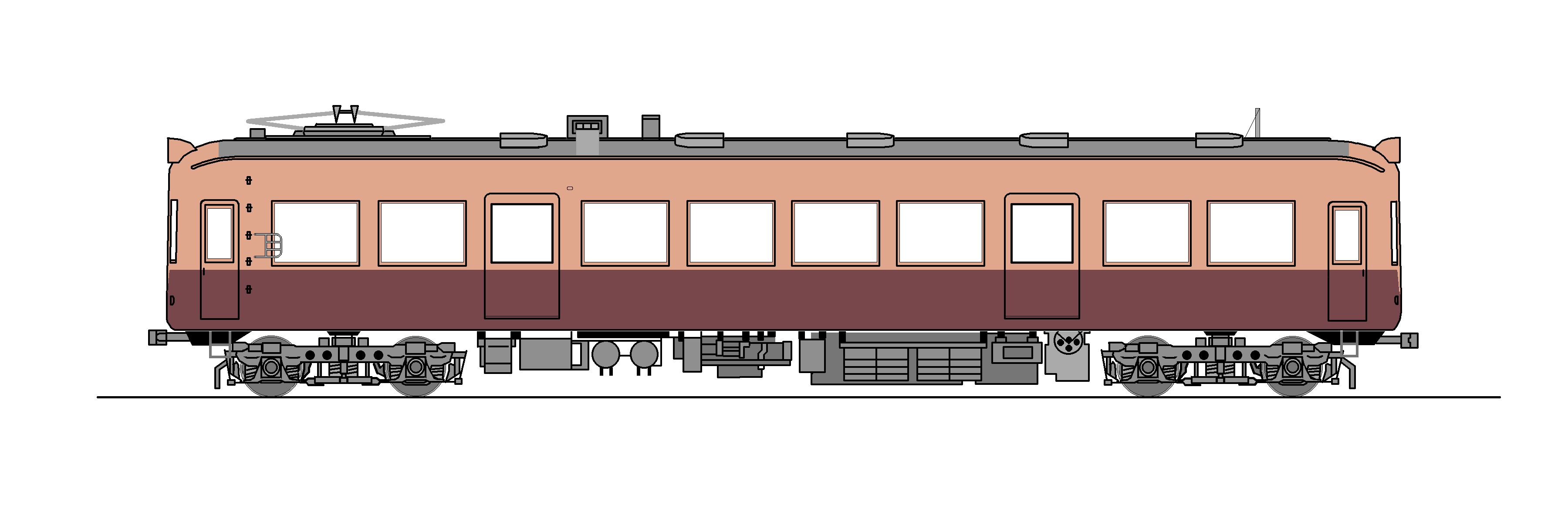
登場当時の14790形

雨樋位置の高い張り上げ屋根と、窓の上下に補強帯が露出しないノーシル・ノーヘッダー構造による平滑な外板を備え、幅1,200mm、高さ850mmの広窓を戸袋窓を含む全ての側窓に採用した、窓配置d1(1)D4D(1)dのゆったりとした外観の18m級2扉車体である。客用扉は1,100mm幅の片引き戸で、乗務員扉が富山電気鉄道以来の伝統に従い、引き戸となっているのも本形式の特徴である。
高性能車の試作導入としての性格が強く、将来的に2両ともに電動車化する計画があったことから、制御車であるクハ171についても車体設計がモハ14771と同一とされ、車体の両端に運転台を備える両運転台構造となっている。
妻面は非貫通構造の3枚窓構成で中央上部に白熱灯による前照灯を1基搭載する。なお、本形式は各車間の通行を可能とする貫通路を設置しない非貫通車であるが、将来の貫通路設置を念頭に置いたレイアウト・構造として設計されている。もっとも本形式の貫通路設置改造は最後まで実現しなかった。
通風器は押込式のものが屋根上に2列で5基ずつ計10基搭載されており、クハ171についても電装準備の関係でパンタグラフ搭載位置を避けた、モハ14771と同一の配置となっている。
車体構造は主要な強度部材の一部を高抗張力鋼とし、またプレス材を多用する準張殻構造とすることで車体の大幅な軽量化を目指し、台車や主電動機をはじめとする各種機器の軽量化と相まって、従来構造による在来車と比較して5t以上の軽量化を実現した。
車内設備は座席指定特急に使用することが計画されていたこともあり、扉間が窓配置に合わせたシートピッチの固定クロスシート（指定席）、車端部が主電動機点検蓋との干渉を避ける意味もあって通常のロングシート（普通席）とされた。
天井には2列のグローブ入り蛍光灯が設置され、その中央には6基の首振り式扇風機が設置されている。
外部塗装は当初、上半分を赤みがかったベージュ、下半分をマルーンとする当時の富山地方鉄道標準色であった。
なお、新造時には通票閉塞が一部区間で存在したことから、運転台側の乗務員扉と側窓の間に保護金具を取り付け、タブレットキャリアーが側窓に衝突してガラス破損が発生するのを防止する構造となっていた。

## 主要機器

### 主電動機
設計段階では日本最大の狭軌向け電車用中空軸平行カルダンモーターである、東洋電機製造TDK-803A（1時間定格出力110kW）を電動車の各台車に2基ずつ装架する。歯数比は高速運転を考慮して84:15 = 5.60とされている。
当時の日本の私鉄各社では、狭軌鉄道を中心に、全ての車両に低出力の電動機を搭載する全電動車方式が一般的に採用されていたが、本形式ではカルダン継手の長さがバックゲージ寸法に影響されにくい中空軸平行カルダンを採用することで、大出力モーターの搭載を実現し、経済的なMT比1:1での運転を可能としている。

### 制御器
最新設計の高性能車であったが在来車との併結運用にも配慮がなされ、また自社線の線形についても検討が行われた結果、直列8段、並列7段、弱め界磁3段という主回路構成の電動カム軸式自動加速制御器である、東洋電機製造ES-570-Aが採用された。

### 台車
車輪径860mm、軸距2,100mmで軸箱の前後にコイルばねを置いて軸箱上部の釣り合い梁で均衡を取る設計の上天秤式軸箱支持機構を備える、日本車輌製造NA4Pを各車に装着する。通常の場合、制御車用台車は電動車用とは異なり主電動機支持架が不要で構造を違えてあるのが一般的であるが、本形式では使用実績をみてクハ171を電装する計画であったことから、台車についてもモハ14771と完全に共通設計とされている。
この台車は軸箱支持機構などについて国鉄が設計した国鉄DT20形台車との共通点が多く、1953年の京王2700系電車を初採用例とする。
構造面では、その特徴的な軸箱支持機構の他に、高抗張力鋼のプレス成形材を溶接組み立てした軽量設計を特徴とするが、車体シリンダー式ブレーキを踏襲したことからブレーキワークの取り回しのために側枠形状に制約があったDT20とは異なり、中継弁を併用しブレーキを台車シリンダー式としたことで側枠を無理なく設計したこの台車はカルダン台車としても成功作となり、続く14780形や近隣の長野電鉄2000系電車にも採用された。
また、気動車の常総筑波鉄道キハ42002（1954年）およびキハ48000形（1957年）にも主電動機支持架部分を設計変更して気動車用の逆転機を装架するようにしたNA4Dが採用されるなど、この系統の台車は同時期に日本車輌製造東京支店が私鉄各社に供給した車両に多用されている。

### ブレーキ
自動空気ブレーキを備える14750形などの在来車との併結運用が想定されていたことから、従来より採用されてきたA動作弁に中継弁を併用してブレーキ力を強化し、さらに主制御器と同期してブレーキ弁操作で発電ブレーキの指令が可能なARDブレーキが採用された。
もっとも、これは高性能車の順次投入で在来車との併結の必要性が低下し、さらに在来車についても併結相手となる14750形が1962年にHSCブレーキへの改造を実施されたこともあり、本形式についてもHSC-D電磁直通ブレーキへの改造が実施されている。

## 沿革
登場当時はモハとクハで1編成を構成していたが、本系列の実績に基づいて当初から2両固定編成として設計された14780形の増備で、1編成として運用する必要が薄れ、さらに乗客増で増結用電動車のニーズが増えたことから、当初の計画通り、1958年12月に日本車輌製造東京支店でクハ171が電装され、モハ14772となった。機器類はモハ14771と同一とされており、取り扱いには相違がない。
富山地方鉄道でのカルダン駆動車では本形式が唯一の両運転台車であり、増結用のみならず、増結用クハを連結して2両編成以上の運用に充当されることもあった。
また、単行運用では閑散期の「アルペン特急」に単行で使用されたこともある。特別料金を徴収する特急列車の単行運転は、他社でもほとんど例が無く希少である。
1964年の10020形第2次車で塗装が変更され、窓周りダブグレー、窓下にシンカシャレッドの細帯、幕板部と腰板部をオパールホワイトとした新塗色が採用されたことから、在来車もカルダン車を中心にこの新塗装への塗り替えが実施されることとなり、本形式も定期検査の機会をとらえて塗装変更が実施されている。
1981年に14790形モハ14791・14792に形式番号が変更された。これは14760形の増備に伴うもので、14760形の第5編成は番号重複を避けてモハ14769+モハ14760という変則的な附番となっていた。しかし、14760形第6編成を新造するにあたってはどうしても14770番台の車番となるため、本形式の形式変更となったものである。同時にモハ14760はモハ14770に改番されている。
非冷房の固定クロスシート車であることから、14760形の増備が進むと特急での使用頻度は激減した。もっとも、電源の確保などの問題から冷房化は困難であり、最後まで非冷房車として運用されている。

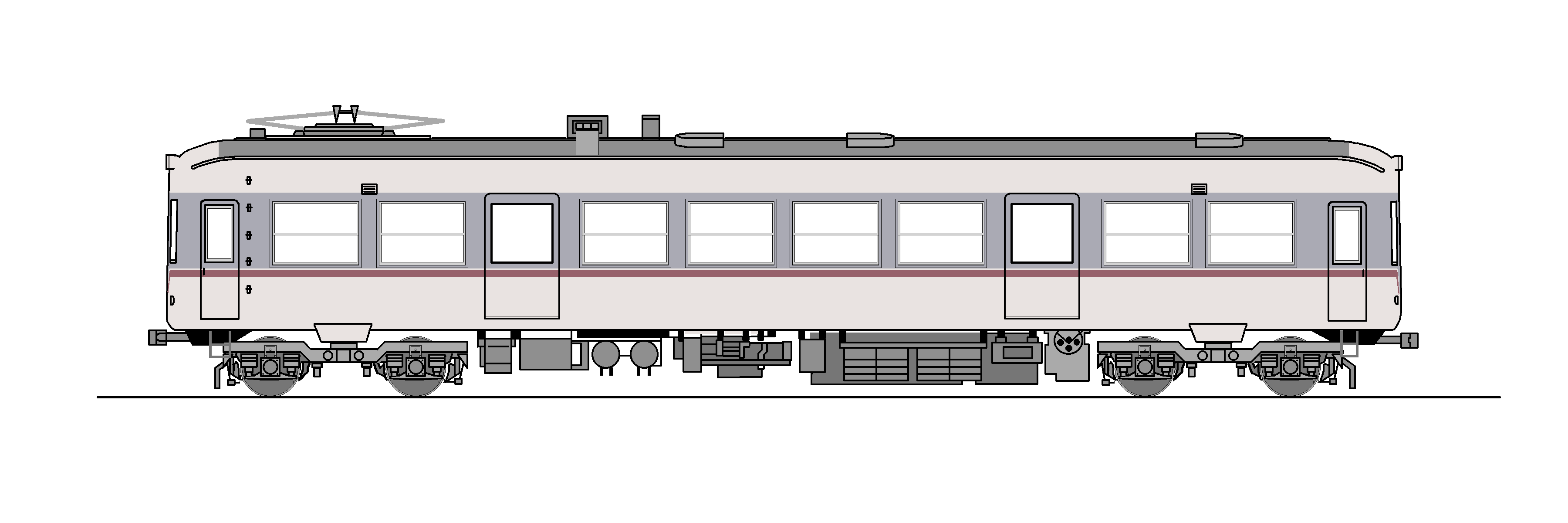
更新後のモハ14791

1985年にはモハ14791に更新工事が施工された。前照灯は2灯式シールドビームに変更され、側面窓はユニットサッシ2段窓となり、若干イメージが変わった。また、台車を日本車輌製造ND706に変更し、これに伴い車体の枕梁部分の設計が変更され、従来設置されていた心皿用センターピンの代わりにZリンク式牽引装置が設置され、さらに側受を撤去した上で、ダイヤフラム型空気ばねを支持するための支持座が台枠下方に突き出すように取り付けられている。
このND706は日本車輌製造が1980年に試作し名古屋鉄道7700系7714で試用されたND701を始祖とする、円錐積層ゴムを軸箱支持機構に採用した、一連の日本車輌製造製空気ばねボルスタレス台車シリーズの一つである。
この時期には大手私鉄でもボルスタレス台車の採用例はまだ少なく、またこれらのシリーズの成果を受けて開発された国鉄DT50形台車の初回製造分とほぼ同タイミングでの採用であった点で特筆される。

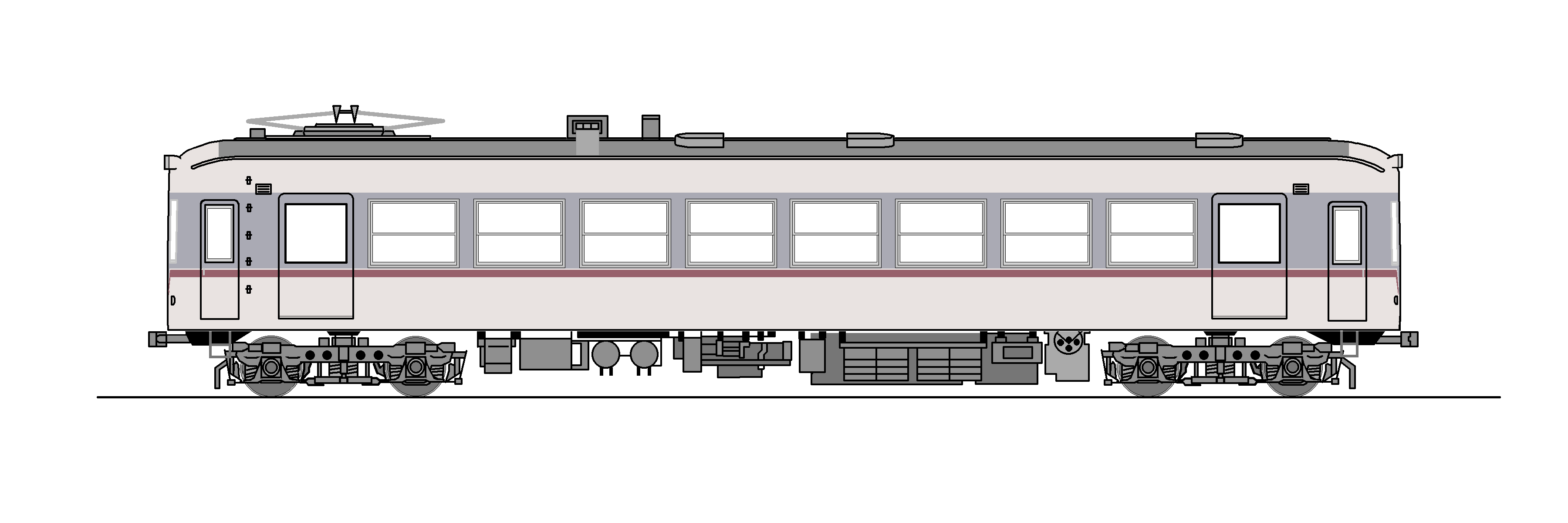
更新後のモハ14792

モハ14792は1989年に更新された。この時、正面は3枚窓から2枚窓に変更、側面扉配置は乗務員室の直後に客用ドアがある形態となり、側面窓はユニットサッシ2段窓化。車体裾部分も直線になるなど、更新前と比較すると大幅に外観が変わった。ロングシートは戸袋部分に変更された。ただし、こちらは台車が交換されず、最後までNA4Pのままであった。
1995年6月にモハ14791が廃車となり、1997年3月にモハ14792も廃車され、形式消滅となった。